# Azaila
Azaila (aragónul Zaila) település Spanyolországban, Teruel tartományban. Azaila Quinto, Belchite, La Zaida, La Puebla de Híjar és Almochuel községekkel határos. Lakosainak száma 95 fő (2024).

## Népesség
A település lakosságának változását az alábbi diagram mutatja:
| Lakosok száma | 175  | 169  | 163  | 154  | 133  | 119  | 97   | 90   | 105  | 95   |
|               | 2001 | 2004 | 2007 | 2009 | 2012 | 2014 | 2017 | 2019 | 2022 | 2024 |